# Acromantis
Acromantis es un género de mantis de la subfamilia Acromantinae, familia Hymenopodidae.

## Especies
- Acromantis australis
- Acromantis dyaka
- Acromantis elegans
- Acromantis formosana
- Acromantis gestri
- Acromantis grandis
- Acromantis hesione
- Acromantis indica
- Acromantis insulans
- Acromantis japonica
- Acromantis lilii
- Acromantis lobofemorata[2]
- Acromantis luzonica
- Acromantis montana
- Acromantis moultoni
- Acromantis nicobarica
- Acromantis oligoneura
- Acromantis palauana
- Acromantis philippina
- Acromantis satsumensis
- Acromantis siporana